# Plaisance (Seychelles)
 Plaisance è uno dei 26 distretti delle Seychelles. Con un'estensione di 3,4km2, il distretto comprende la parte più orientale dell'isola di Mahé - la più grande dell'arcipelago africano - e ospita una popolazione complessiva di 3.399 abitanti (censimento del 2002). 
Il villaggio di Plaisance è il capoluogo di regione. Agricoltura, pesca e turismo sono le attività economiche prevalenti.